# Luigi Gilardi
Luigi Gilardi (12 de agosto de 1897 — 19 de julho de 1989) foi um ciclista italiano que participava em competições de ciclismo de estrada.

## Carreira
Durante sua carreira como amador, Gilardi competiu na prova dos 50 quilômetros nos Jogos Olímpicos de Antuérpia 1920. Tornou-se um ciclista profissional em 1921 e competiu no Giro d'Italia duas vezes, não conseguindo terminar em 1922 e foi o vigésimo sétimo colocado em 1924, ano em que se retirou do mundo ciclismo.